# Mordellistena brevis
Mordellistena brevis es una especie de coleóptero de la familia Mordellidae.

## Distribución geográfica
Habita en Perú.